# SAG-AFTRA
영화배우조합-미국 텔레비전·라디오방송인 조합(Screen Actors Guild - American Federation of Television and Radio Artists); 약칭 SAG-AFTRA는 미국의 노동조합이다. 한국에서는 미국배우조합으로 잘 알려져있다. 영화 및 텔레비전 배우, 성우, 언론인, 라디오 방송인 등 방송·엔터테인먼트 다분야 인물들이 가입되어있다. 2012년 3월 30일, 영화배우조합(SAG)과 미국 텔레비전·라디오방송인 조합(AFTRA)이 합병되며 새롭게 출범되었다. 아카데미상 시즌 주요 시상식 중 하나인 미국배우조합상 주최사이기도 하다.

## 같이 보기
- 미국배우조합상
- 미국감독조합 (DGA)
- 미국작가조합 (WGA)
- 미국제작자조합 (PGA)